# Euphyia responsata
Euphyia responsata är en fjärilsart som beskrevs av Walker 1862. Euphyia responsata ingår i släktet Euphyia och familjen mätare. Inga underarter finns listade i Catalogue of Life.